# Qazangöldağ
Le Qazangöldağ (en arménien Գազանալեր, littéralement le « mont sauvage») est un sommet situé dans le Sud du Zanguezour, à quelques centaines de mètres à l'ouest de la frontière arméno-azerbaïdjanaise, qui s'élève à 3 829 mètres d'altitude. Plus précisément, le Qazangöldağ est situé dans le Nakhitchevan en Azerbaïdjan. Le Qazangöldağ constitue le deuxième sommet le plus élevé du massif du Zanguezour.